# Sławomir Wojciechowski
Sławomir Wojciechowski (Gdańsk, 6 september 1973) is een Pools voormalig voetballer die speelde als middenvelder.

## Carrière
Wojciechowski is geboren in Gdańsk. In 1989 sluit hij bij pools voetbalclub Lechia Gdańsk. Wojciechowski won een Champions League met Bayern München in 2001. Wojciechowski heeft gespeeld bij Lechia Gdańsk, Zawisza Bydgoszcz, GKS Katowice, FC Aarau, Bayern München, RKS Radomsko, FC Viktoria en Olimpia Grudziądz. Hij beëindigt zijn voetbalcarrière in 2009.
Wojciechowski maakt zijn debuut bij Polen in 1997. Hij heeft 4 wedstrijden gespeeld voor zijn nationale ploeg. Op 14 februari 1997 moet hij spelen tegen Litouwen. Wedstrijd werd gelijk gespeeld met score van 1-1.

## Interlands
| Interlands van Sławomir Wojciechowski voor Polen | Interlands van Sławomir Wojciechowski voor Polen | Interlands van Sławomir Wojciechowski voor Polen | Interlands van Sławomir Wojciechowski voor Polen | Interlands van Sławomir Wojciechowski voor Polen | Interlands van Sławomir Wojciechowski voor Polen | Interlands van Sławomir Wojciechowski voor Polen |
| №                                                | Datum                                            | Wedstrijd                                        | Uitslag                                          | Competitie                                       | Goals                                            | Assists                                          |
| Als speler van GKS Katowice                      | Als speler van GKS Katowice                      | Als speler van GKS Katowice                      | Als speler van GKS Katowice                      | Als speler van GKS Katowice                      | Als speler van GKS Katowice                      | Als speler van GKS Katowice                      |
| ------------------------------------------------ | ------------------------------------------------ | ------------------------------------------------ | ------------------------------------------------ | ------------------------------------------------ | ------------------------------------------------ | ------------------------------------------------ |
| 1.                                               | 14 februari 1997                                 | Litouwen – Polen                                 | 1 – 1                                            | Vriendschappelijk                                | 0                                                | 0                                                |
| 2.                                               | 17 februari 1997                                 | Polen – Letland                                  | 3 – 2                                            | Vriendschappelijk                                | 0                                                | 0                                                |
| 2.                                               | 25 juni 1997                                     | Zweden – Polen                                   | 2 – 2                                            | Vriendschappelijk                                | 0                                                | 0                                                |
| 2.                                               | 24 september 1997                                | Polen – Litouwen                                 | 2 – 0                                            | Vriendschappelijk                                | 0                                                | 0                                                |

## Erelijst

### Bayern München
- Bundesliga (1) : 2000-2001
- DFB-Pokal (1) : 1999-2000
- Ligapokal (1) : 2000
- UEFA Champions League (1) : 2000-2001